# جيمس وايلدر
جيمس وايلدر (بالإنجليزية: James Wilder)‏ هو لاعب كرة قدم أمريكية أمريكي، ولد في 12 مايو 1958 في سيكستون في الولايات المتحدة.

## وصلات خارجية
- جيمس وايلدر على موقع مرجع كرة القدم المحترفة.كوم (الإنجليزية)